# McCurtain (Oklahoma)
McCurtain es un pueblo ubicado en el condado de Haskell en el estado estadounidense de Oklahoma. En el año 2010 tenía una población de 516 habitantes y una densidad poblacional de 177,93 personas por km².

## Geografía
McCurtain se encuentra ubicado en las coordenadas 35°9′1″N 94°58′17″O / 35.15028, -94.97139 (35.150189, -94.971457).

## Demografía
Según la Oficina del Censo en 2000 los ingresos medios por hogar en la localidad eran de $22,188 y los ingresos medios por familia eran $29,167. Los hombres tenían unos ingresos medios de $29,167 frente a los $15,833 para las mujeres. La renta per cápita para la localidad era de $11,410. Alrededor del 22.5% de la población estaban por debajo del umbral de pobreza.